# Scipionyx
Scipionyx là một chi khủng long, được Dal Sasso & Signore mô tả khoa học năm 1998.